# Efectul Streetlight
Efectul streetlight, cunoscut și sub numele de distorsiunea cognitivă drunkard, reprezintă un tip de biasare observațională care se manifestă atunci când oamenii caută ceva doar acolo unde este mai ușor de găsit.  Ambii termeni se referă la o glumă bine-cunoscută:
Un polițist vede un bărbat beat căutând ceva la lumina unui stâlp de iluminare stradală și îl întreabă ce a pierdut. Acesta răspunde că și-a pierdut cheile așa că cei doi încep să caute împreună împrejurul felinarului. După câteva minute, polițistul îl întreabă pe bărbat dacă este sigur că acolo și-a pierdut cheile, la care bărbatul răspunde că nu, în realitate le-a pierdut în parc. Când polițistul îl întreabă de ce le caută tocmai acolo, bețivul răspunde că "aici era lumină".
Anecdota datează cel puțin din anii 1920,
și este folosită cu sens metaforic în domeniul științelor sociale din 1964, când filosoful american Abraham Kaplan a făcut referire la ea drept "principiul căutării bețivului" (the principle of the drunkard's search). Anecdota i-a fost atribută de asemenea lui Nastratin Hogea. Conform scriitorului de origine afgan-indiană Idries Shah,această povestire este folosită de mulți adepți ai tradiției Sufi, făcând remrci la adresa oamenilor care caută surse exotice de iluminare.